# Slavkov
Slavkov este o arie protejată (arie specială de conservare — SAC, sit de importanță comunitară — SCI) din Republica Cehă întinsă pe o suprafață de 4,67 ha, integral pe uscat.

## Localizare
Centrul sitului Slavkov este situat la coordonatele 49°40′57″N 14°36′24″E / 49.6825°N 14.606667°E.

## Înființare
Situl Slavkov a fost declarat sit de importanță comunitară în aprilie 2005 pentru a proteja 1 specie de animale. Situl a fost protejat și ca arie specială de conservare în iulie 2012.

## Biodiversitate
Situată în ecoregiunea continentală, aria protejată nu include niciun habitat protejat.
La baza desemnării sitului se află o specie protejată de  amfibieni: buhai de baltă cu burta roșie (Bombina bombina).